# 2019年大西洋飓风季时间轴
2019年大西洋飓风季是北大西洋连续第四个活跃程度超出平均值的大西洋颶風季，于6月1日正式开始，11月30日结束，历史上每年绝大多数熱帶氣旋都是这段时间形成。风暴实际可能在任何时间形成，2019年首场命名风暴副热带风暴安德里亚就在5月20成型，提前拉开飓风季帷幕，热带风暴塞巴斯蒂安是全季最后的热带气旋，11月25日转变成温带气旋。
美国国家海洋和大气管理局2019年预测北大西洋共形成10到17场热带风暴，其中五到九场增强成飓风，两到四场达到大型飓风强度。飓风季实际形成18场热带风暴，其中成为飓风的六场有半数达到大型飓风标准。。颶風多利安与洛伦佐都是五级飓风，2019年大西洋飓风季因此成为连接第四个形成多场五级飓风的大西洋飓风季。多利安重创巴哈马，至少夺走70条人命和34亿美元损失，创下该国风灾新纪录。洛伦佐未以五级飓风强度袭击陆地，但仍造成19人遇难和3.67亿美元损失，其中过数人员是随“波旁罗得号”沉船丧生。2021年3月，世界气象组织把风暴名称“多利安”退役，以后永远不会在北大西洋热带气旋命名时采用。
2019年大西洋飓风季时间轴记载全季所有热带或亚热带气旋形成、增强、减弱、登陆，转变成溫帶氣旋及消散的具体信息，还包括飓风季期间没有发布的信息，如美国国家飓风中心飓风季过后重新分析并回顾各风暴时的更新，包括最大持续风速、位置、距离在内的所有数字均四舍五入成整数。同时为方便起见，以下所有时间如无特别说明均指协调世界时。

## 时间轴

### 5月
5月20日
- 18:00，28°06′N 68°36′W / 28.1°N 68.6°W：百慕大西南约590公里的大范围低气压区发展成副热带风暴安德里亚[11]。

5月21日
- 00:00，29°06′N 68°48′W / 29.1°N 68.8°W：副热带风暴安德里亚达到最大持续风速每小时65公里、最低气压1006毫巴（百帕，29.71英寸汞柱）[11]。
- 12:00，30°36′N 69°06′W / 30.6°N 69.1°W：副热带风暴安德里亚消退成残留低气压区，随后被百慕大西南约111公里近海的冷锋吸收[11]。

### 6月
6月1日
- 2019年大西洋飓风季正式开始[3]。

### 7月
7月10日
- 15:00，28°30′N 86°24′W / 28.5°N 86.4°W：密西西比河河口东南偏南约270公里洋面的低气压区呈现热带天气系统特征[12]。

7月11日
- 00:00，27°48′N 87°36′W / 27.8°N 87.6°W：低气压区在亚拉巴马州莫比尔以南约310公里水域发展成热带低气压[13]
- 06:00，27°48′N 88°42′W / 27.8°N 88.7°W：热带低气压升级热带风暴并获名“巴瑞”（Barry）[13]。

7月12日
- 18:00，28°24′N 90°42′W / 28.4°N 90.7°W：热带风暴巴里达到993毫巴（百帕，29.32英寸汞柱）最低气压[13]。

7月13日

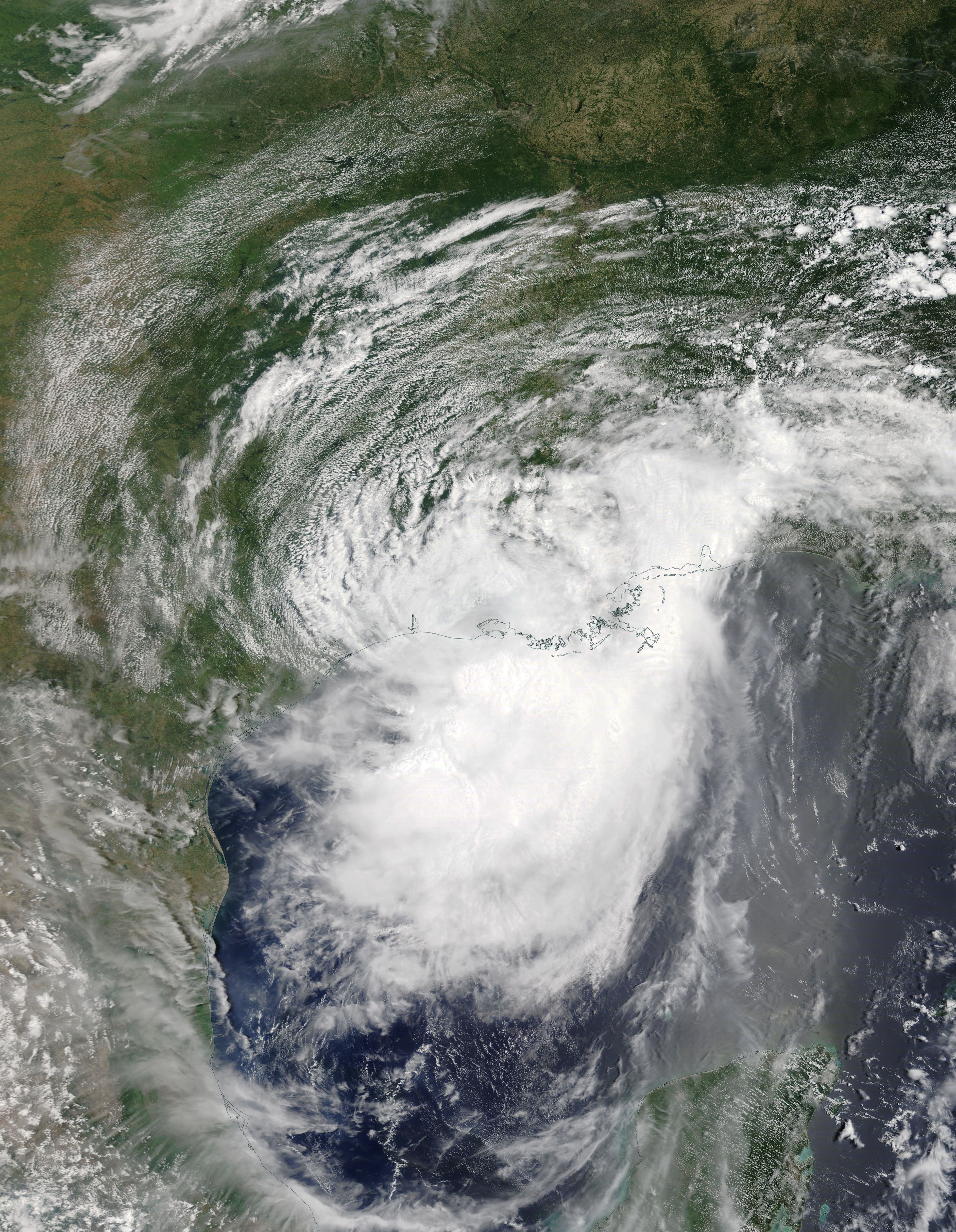
7月13日沿路易斯安那州墨西哥湾海岸登陆前不久的飓风巴瑞

- 12:00，29°18′N 91°54′W / 29.3°N 91.9°W：热带风暴巴里升级一级飓风并达到时速120公里最高风速[13]。
- 15:00，29°36′N 92°12′W / 29.6°N 92.2°W：飓风巴里在路易斯安那州皮肯岛（Pecan Island）东南偏东仅19公里处登陆[13]。
- 18:00，29°48′N 92°06′W / 29.8°N 92.1°W：飓风巴里登陆后在路易斯安那州因特拉科斯特尔城（Intracoastal City）东北约10公里位置减弱成热带风暴[14]。

7月14日
- 21:00，32°48′N 93°36′W / 32.8°N 93.6°W：热带风暴巴里在路易斯安那州什里夫波特东北偏北约35公里降级热带低气压[15]。

7月15日
- 12:00 UTC，34°42′N 93°36′W / 34.7°N 93.6°W：热带低气压巴里在阿肯色州西部上空退化成残留低气压区，随后在密蘇里州南部上空消散[13]。

7月22日
- 12:00，24°36′N 77°24′W / 24.6°N 77.4°W：巴哈马安德罗斯岛以东约65公里近海的东风波发展成第三号热带低气压[16]。

7月23日
- 06:00，26°54′N 79°36′W / 26.9°N 79.6°W：第三号热带低气压达到持续风速每小时56公里、最低气压1013毫巴（百帕，29.91英寸汞柱）的最高强度[16]。
- 12:00，28°36′N 80°00′W / 28.6°N 80.0°W：第三号热带低气压在佛罗里达州卡纳维拉尔角东北偏东约56公里海域退化成残留低气压区并很快消散[16]。

### 8月
8月20日
- 18:00，40°06′N 59°42′W / 40.1°N 59.7°W：新斯科舍省哈利法克斯东南约590公里洋面的低气压区发展成第四号热带低气压[17]。

8月21日
- 00:00，40°18′N 57°06′W / 40.3°N 57.1°W：第四号热带低气压升级热带风暴并获名“尚塔尔”（Chantal），同时达到风力时速65公里、最低气压1007毫巴（百帕，29.74英寸汞柱）的最高强度[17]。

8月22日
- 00:00，39°36′N 48°18′W / 39.6°N 48.3°W：热带风暴尚塔尔在纽芬兰岛开普雷斯（Cape Race）东南偏南约880公里水域降级成热带低气压[17]。

8月23日

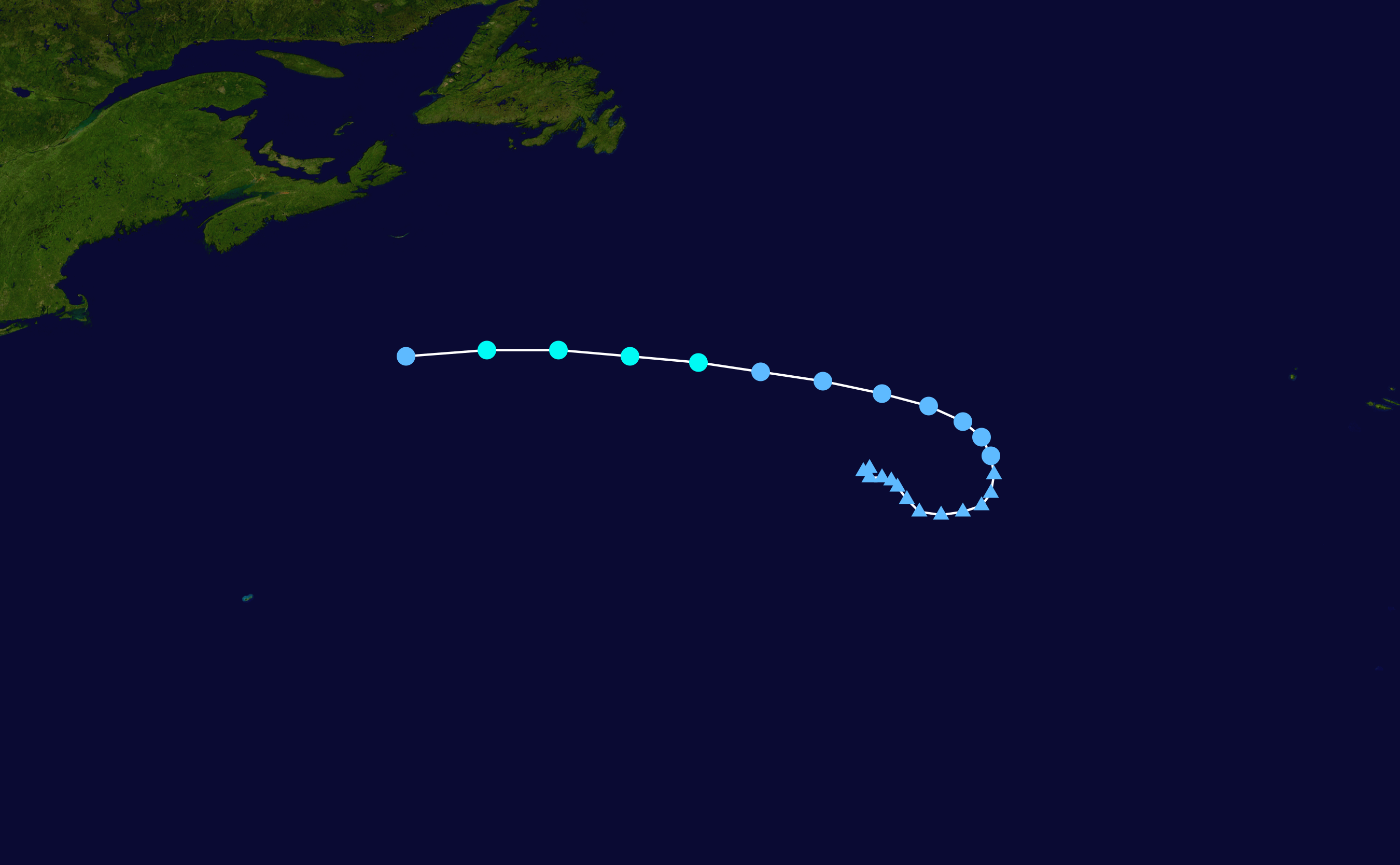
热带风暴尚塔尔路径图

- 18:00，36°18′N 40°48′W / 36.3°N 40.8°W：热带低气压尚塔尔消退成残留低气压区，随即在开普雷斯东南约1324公里水域消散[17]。

8月24日
- 06:00，10°18′N 46°24′W / 10.3°N 46.4°W：巴巴多斯东南偏东约1300公里海域的东风波发展成第五号热带低气压[18]
- 18:00，10°36′N 48°42′W / 10.6°N 48.7°W：第五号热带低气压强化成热带风暴多利安[18]。

8月26日
- 12:00，31°42′N 72°42′W / 31.7°N 72.7°W：北卡罗来纳州哈特拉斯角（Cape Hatteras）东南偏南约560公里洋面的低气压区发展成第六号热带低气压[19]。

8月27日
- 01:30，25°18′N 71°00′W / 25.3°N 71.0°W：热带风暴多利安以风力时速83公里强度登陆巴巴多斯[18]。
- 11:00，14°00′N 60°54′W / 14.0°N 60.9°W：热带风暴多利安以持续风速每小时83公里强度登陆圣卢西亚[18]。
- 18:00，31°18′N 71°36′W / 31.3°N 71.6°W：第六号热带低气压增强成热带风暴艾琳[19]。

8月28日
- 06:00，32°12′N 72°24′W / 32.2°N 72.4°W：热带风暴艾琳达到风力时速65公里、最低气压1002毫巴（百帕，29.59英寸汞柱）的最高强度[19]。
- 15:30，17°48′N 64°36′W / 17.8°N 64.6°W：热带风暴多利安升级一级飓风，并以持续风速每小时120公里强度登陆美屬維爾京群島圣克罗伊岛[18]。
- 18:00，18°24′N 65°06′W / 18.4°N 65.1°W：飓风多利安以风力时速130公里强度从美属维尔京群岛圣托马斯岛登陆[18]。
- 18:00，33°54′N 73°00′W / 33.9°N 73.0°W：热带风暴艾琳减弱成热带低气压[19]。

8月29日
- 12:00，36°54′N 70°54′W / 36.9°N 70.9°W：热带低气压艾琳在弗吉尼亚州诺福克以东约460公里水域转变成温带气旋，后由规模更大的温带低气压区吸收[19]。

8月30日
- 03:00，23°18′N 68°24′W / 23.3°N 68.4°W：飓风多利安在巴哈马东南角的东北偏东约470公里位置强化成二级飓风[20]。
- 18:00，24°48′N 70°18′W / 24.8°N 70.3°W：飓风多利安在巴哈马西北角以东约715公里海域成为本季首场大型飓风[21]。

8月31日
- 00:30，25°18′N 71°00′W / 25.3°N 71.0°W：飓风多利安在巴哈马西北角以东约645公里洋面升级四级飓风[22]。

### 9月
9月1日

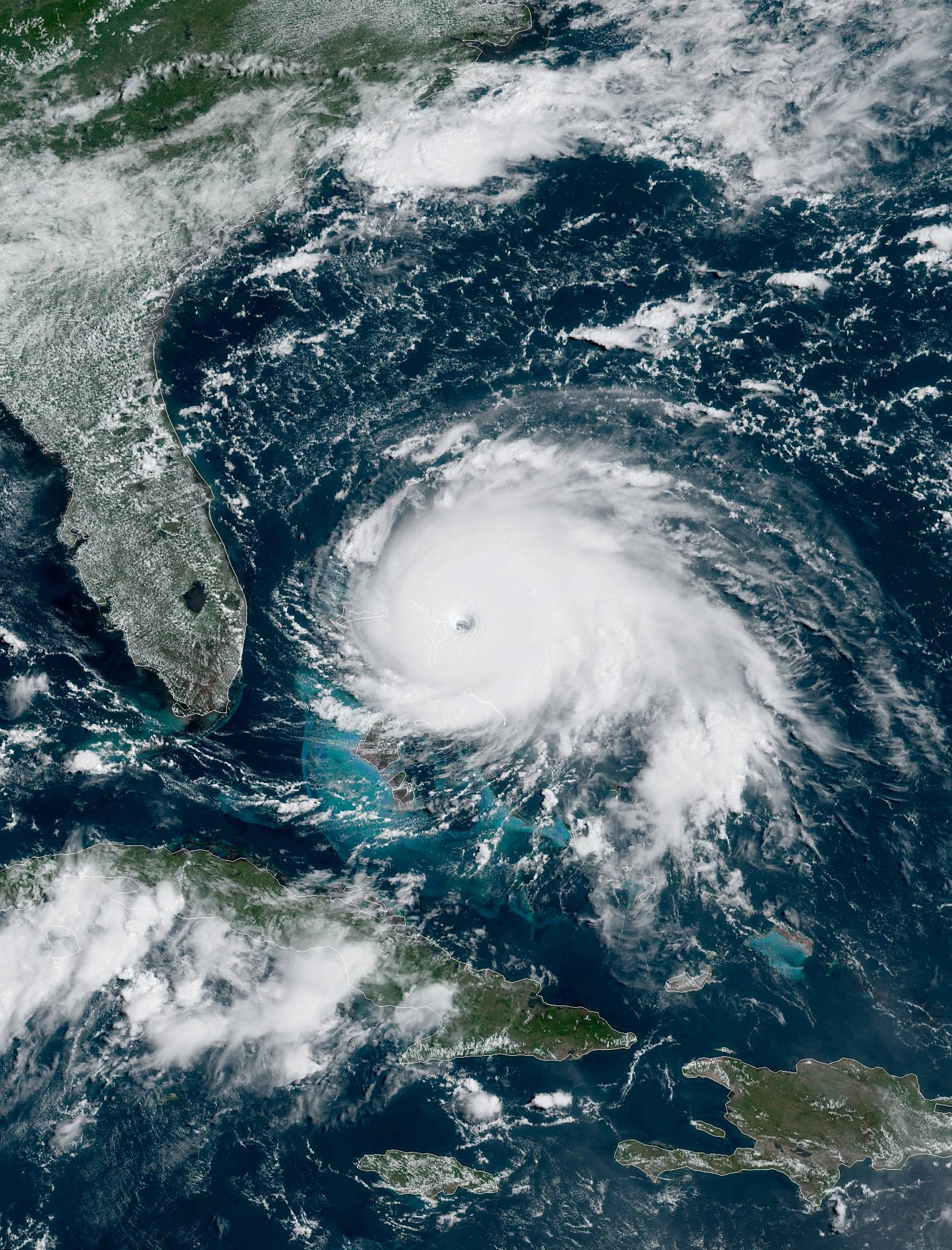
9月1日，接近最高强度的颶風多利安登陆大阿巴科岛

- 12:00，26°30′N 76°30′W / 26.5°N 76.5°W：飓风多利安在巴巴多斯大阿巴科岛以东近海增强成五级飓风[23]。
- 16:40，26°30′N 77°00′W / 26.5°N 77.0°W：飓风多利安达到风力时速300公里、最低气压910毫巴（百帕，26.87英寸汞柱）的最高强度并登陆大阿巴科岛[18]。

9月2日
- 02:15，26°36′N 77°54′W / 26.6°N 77.9°W：飓风多利安以风力时速287公里强度登陆大巴哈马岛[18]。
- 15:00，26°48′N 78°18′W / 26.8°N 78.3°W：飓风多利安在巴哈马弗里波特东北仅50公里近海减弱成四级飓风[24]。

9月3日
- 5:00，26°48′N 78°24′W / 26.8°N 78.4°W：飓风多利安的强度在弗里波特东北仅40公里处回落至三级飓风范围[25]。
- 12:00，23°24′N 94°42′W / 23.4°N 94.7°W：塔毛利帕斯州拉佩斯卡（La Pesca）以东约310公里的上层低气压区发展成热带风暴费尔南德[26]。
- 15:00，27°06′N 78°36′W / 27.1°N 78.6°W：飓风多利安在弗里波特以北约70公里近海弱化成二级飓风[27]。
- 18:00，18°06′N 32°06′W / 18.1°N 32.1°W：佛得角以西约732公里海域的东风波发展成第八号热带低气压[28]。

9月4日
- 00:00，23°06′N 96°06′W / 23.1°N 96.1°W：热带风暴费尔南德达到持续风速每小时83公里、最低气压1000毫巴（百帕，29.53英寸汞柱）的最高强度[26]。
- 00:00，18°42′N 32°36′W / 18.7°N 32.6°W：第八号热带低气压强化成热带风暴加布里埃尔[28]。
- 15:30，24°18′N 97°42′W / 24.3°N 97.7°W：热带风暴费尔南德在拉佩斯卡东北偏北约46公里处登陆[26]。
- 18:00，24°18′N 98°00′W / 24.3°N 98.0°W：热带风暴费尔南德降级热带低气压[26]，随后在格蘭德河河口西南偏南约205公里洋面消散[29]。

9月5日

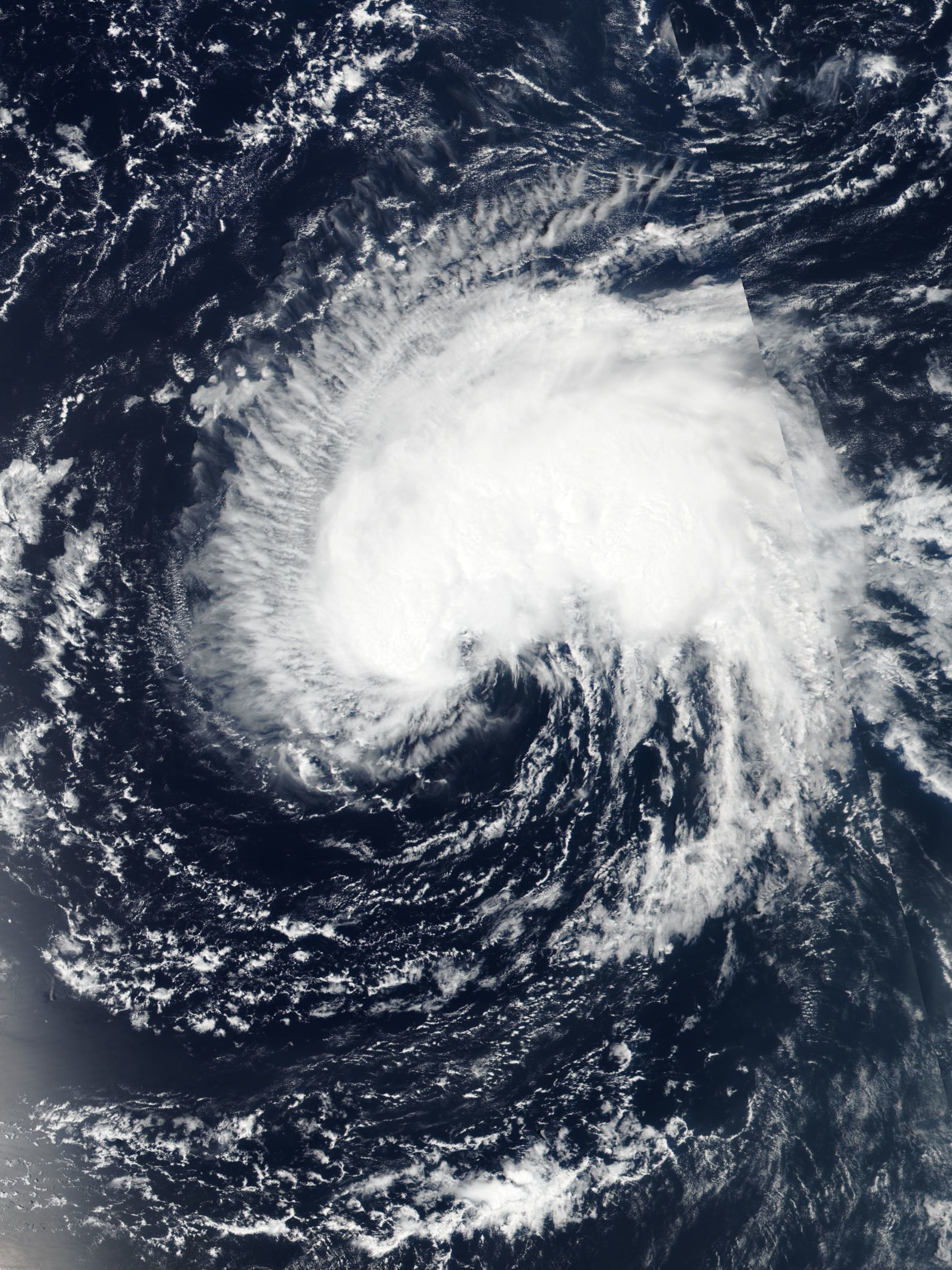
9月4日开放海域上空的热带风暴加布里埃尔

- 03:00，31°18′N 79°36′W / 31.3°N 79.6°W：飓风多利安在南卡罗来纳州查尔斯顿以南约170公里水域再度强化成三级飓风[30]。
- 15:00，32°30′N 79°06′W / 32.5°N 79.1°W：飓风多利安在查尔斯顿东南约80公里近海再度减弱成二级飓风[31]。

9月6日
- 12:30，35°18′N 75°30′W / 35.3°N 75.5°W：飓风多利安以风力时速157公里强度登陆北卡罗来纳州哈斯拉斯角[18]。

9月7日
- 18:00，42°48′N 64°36′W / 42.8°N 64.6°W：飓风多利安在哈利法克斯西南偏南约225公里水域丧失热带天气系统特征[32]，但仍是持续风速每小时150公里的强劲後熱帶氣旋[18]。
- 22:15，44°42′N 63°24′W / 44.7°N 63.4°W：后热带气旋多利安以风力时速155公里强度登陆哈利法克斯以南约25公里的桑布罗克里克（Sambro Creek）附近[33]。

9月8日
- 06:00，47°36′N 61°54′W / 47.6°N 61.9°W：后热带气旋多利安在聖羅倫斯灣上空转变成温带气旋，随后被北大西洋上空规模更大的温带低气压区吸收[18]。
- 18:00，34°30′N 49°18′W / 34.5°N 49.3°W：热带风暴加布里埃尔达到持续风速每小时102公里、最低气压995毫巴（百帕，29.38英寸汞柱）的最高强度[28]。

9月10日
- 12:00，43°18′N 39°06′W / 43.3°N 39.1°W：热带风暴加布里埃尔在亚速尔群岛西侧的西北约787公里洋面转变成温带气旋[28]。

9月13日
- 18:00，25°12′N 74°42′W / 25.2°N 74.7°W：巴哈马伊柳塞拉岛以东约139公里水域的东风波发展成第九号热带低气压[34]。

9月14日
- 03:00，25°36′N 75°12′W / 25.6°N 75.2°W：第九号热带低气压在弗里波特东南偏东365公里位置升级热带风暴并获名“温贝托”（Humberto）[35]。

9月16日

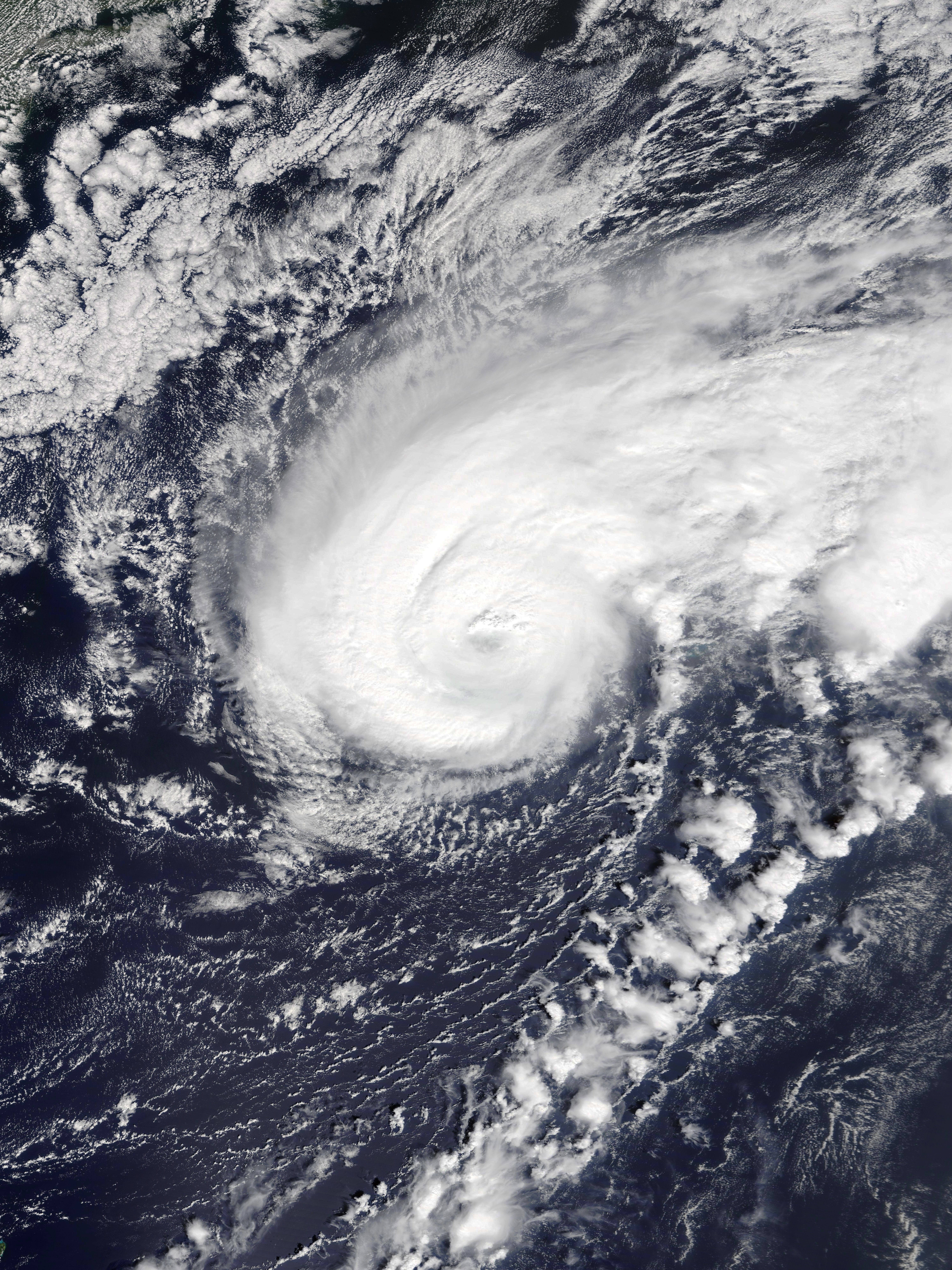
9月18日正处三级飓风强度的飓风温贝托

- 00:00，29°06′N 78°06′W / 29.1°N 78.1°W：热带风暴温贝托在卡纳维拉尔角东北偏东约280公里海域升级一级飓风[34]。

9月17日
- 00:00，12°48′N 43°30′W / 12.8°N 43.5°W：向风群岛以东约1760公里洋面的东风波发展成第十号热带低气压[36]。
- 12:00，30°36′N 74°00′W / 30.6°N 74.0°W：飓风温贝托在百慕大以西约865公里水域强化成二级飓风[37]。
- 12:00，28°18′N 95°42′W / 28.3°N 95.7°W：德克萨斯州弗里波特（Freeport）西南约74公里的中到上层低压槽形成第十一号热带低气压[38]。
- 15:00，28°36′N 95°30′W / 28.6°N 95.5°W：第十一号热带低气压升级热带风暴伊梅尔达[38]。
- 17:45，28°54′N 95°24′W / 28.9°N 95.4°W：热带风暴伊梅尔达达到风力时速74公里、最低气压1003毫巴（百帕，29.62英寸汞柱）的最高强度并登陆弗里波特附近[38]。

9月18日
- 00:00，31°12′N 71°36′W / 31.2°N 71.6°W：飓风温贝托在百慕大西南偏西约655公里水处达到三级飓风标准[39]。
- 00:00，29°36′N 95°24′W / 29.6°N 95.4°W：热带风暴伊梅尔达在休斯敦以北仅十公里位置降级热带低气压[40]。
- 06:00，14°00′N 47°24′W / 14.0°N 47.4°W：第十号热带低气压强化成热带风暴杰瑞[36]。
- 18:00，32°30′N 67°12′W / 32.5°N 67.2°W：飓风温贝托达到风力时速200公里、最低气压950毫巴（百帕，28.05英寸汞柱）的最高强度[34]。

9月19日

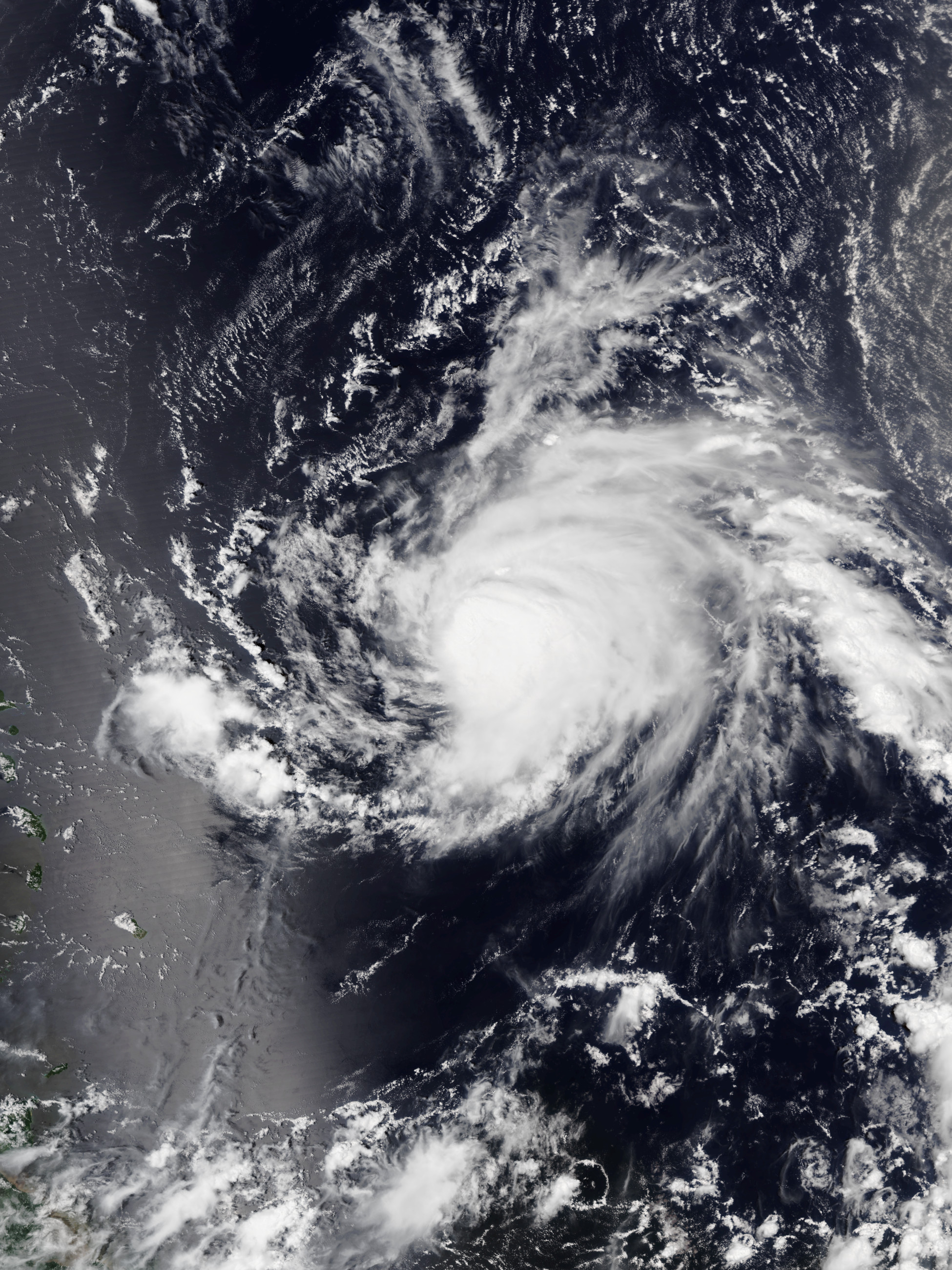
9月19日背风群岛东侧的飓风杰瑞

- 00:00，31°06′N 94°48′W / 31.1°N 94.8°W：热带低气压伊梅尔达在休斯顿东北偏北约190公里近海退化成低压槽并很快消散[38]。
- 12:00，36°00′N 60°48′W / 36.0°N 60.8°W：飓风温贝托减弱成二级飓风[34]。
- 12:00，16°30′N 53°48′W / 16.5°N 53.8°W：热带风暴杰瑞在背风群岛以东约830公里洋面升级一级飓风[36]。
- 18:00，37°42′N 59°18′W / 37.7°N 59.3°W：飓风温贝托弱化成一级飓风[34]。

9月20日
- 00:00，39°06′N 58°30′W / 39.1°N 58.5°W：飓风温贝托在开普雷斯西南偏南约930公里水域转变成温带气旋，随后与规模温带低气压区和锋融合[34]。
- 00:00，17°42′N 56°36′W / 17.7°N 56.6°W：飓风杰瑞增强为二级飓风并达到持续风速每小时170公里，最低气压976毫巴（百帕，28.82英寸汞柱）的最高强度[36]。
- 15:00，18°48′N 60°18′W / 18.8°N 60.3°W：飓风杰瑞在安圭拉东北偏东约300公里、巴布達島东北约205公里位置降至一级飓风强度[41]。

9月21日
- 00:00，21°06′N 62°24′W / 21.1°N 62.4°W：飓风杰瑞在背风群岛以北约220公里海域经过时降级热带风暴[36]。

9月22日
- 00:00，11°30′N 58°48′W / 11.5°N 58.8°W：东风波在多巴哥岛以东约190公里近海形成第十二号热带低气压[42]
- 06:00，11°48′N 59°54′W / 11.8°N 59.9°W：第十一号热带低气压增强为热带风暴凯伦[42]。

9月23日
- 00:00，11°00′N 20°24′W / 11.0°N 20.4°W：塞内加尔達喀爾西南约520公里水域的东风波发展成第十三号热带低气压[8]。

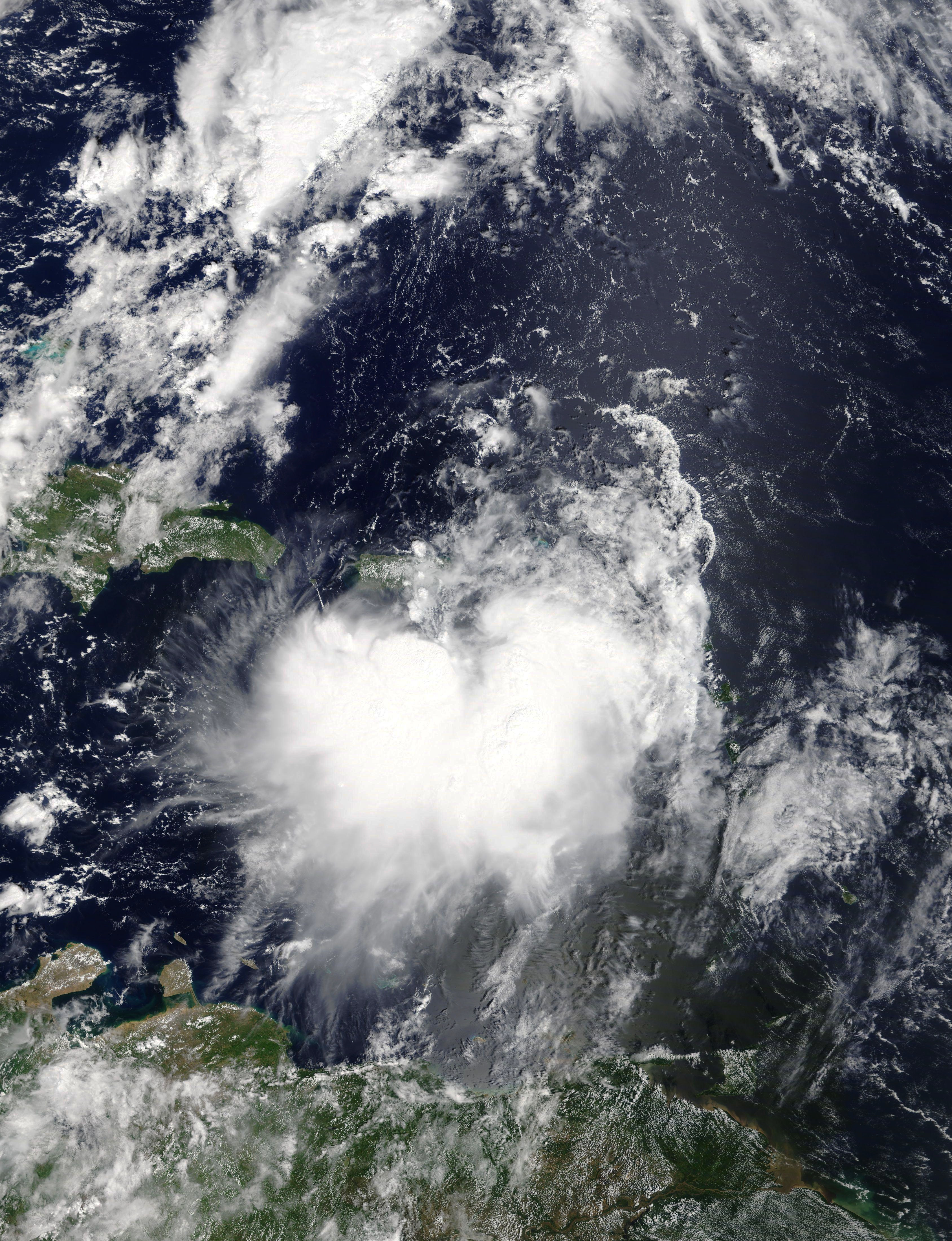
9月24日的热带风暴凯伦

- 06:00，11°00′N 21°54′W / 11.0°N 21.9°W：第十三号热带低气压升级热带风暴洛伦佐[8]。
- 06:00，13°42′N 64°06′W / 13.7°N 64.1°W：热带风暴凯伦在圣克罗伊岛东南偏南约510公里、圣文森特岛以西约260公里水域降级热带低气压[42][43]。

9月24日
- 06:00，16°24′N 65°48′W / 16.4°N 65.8°W：热带低气压凯伦在波多黎各別克斯島西南偏南约190公里近海再度强化成热带低气压[42]。
- 18:00，30°54′N 69°06′W / 30.9°N 69.1°W：热带风暴杰里在百慕大西南偏西约454公里洋面转变成后热带气旋，随后瓦解成温带低压槽[36]。
- 22:00，18°06′N 65°24′W / 18.1°N 65.4°W：热带风暴凯伦以风力时速74公里强度登陆别克斯岛[42]。
- 23:00，18°18′N 65°18′W / 18.3°N 65.3°W：热带风暴凯伦以持续风速每小时74公里强度从庫萊布拉島登陆[42]。

9月25日
- 00:00，18°30′N 65°12′W / 18.5°N 65.2°W：热带风暴凯伦达到1003毫巴（百帕，29.62英寸汞柱）最低气压[42]。
- 06:00，13°24′N 33°00′W / 13.4°N 33.0°W：热带风暴洛伦佐升级一级飓风[8]。

9月26日
- 00:00，14°30′N 37°30′W / 14.5°N 37.5°W：飓风洛伦佐增强成二级飓风[8]。
- 12:00，15°12′N 39°48′W / 15.2°N 39.8°W：飓风洛伦佐强化成三级飓风[8]。
- 18:00，16°00′N 40°36′W / 16.0°N 40.6°W：飓风洛伦佐达到四级飓风标准[8]。

9月27日
- 12:00，28°48′N 60°00′W / 28.8°N 60.0°W：热带风暴凯伦减弱成热带低气压，不久便在百慕大东南约560公里的中大西洋上空消散[42]。
- 18:00，19°36′N 43°30′W / 19.6°N 43.5°W：飓风洛伦佐的强度回落到三级飓风范围[8]。

9月28日
- 18:00，22°54′N 45°00′W / 22.9°N 45.0°W：飓风洛伦佐再达四级飓风强度[8]。

9月29日

9月29日飓风洛伦佐达到最高强度的红外线动画

- 03:00，24°18′N 45°00′W / 24.3°N 45.0°W：飓风洛伦佐在亚速尔群岛西南约2600公里洋面增强成五级飓风并达到持续风速每小时260公里、最低气压925毫巴（百帕，27.32英寸汞柱）最高强度[8]。
- 06:00，24°42′N 45°00′W / 24.7°N 45.0°W：飓风洛伦佐减弱成四级飓风[8]。
- 12:00，25°36′N 44°48′W / 25.6°N 44.8°W：飓风洛伦佐弱化成三级飓风[8]。
- 18:00，26°24′N 44°24′W / 26.4°N 44.4°W：飓风洛伦佐回落二级飓风标准[8]。

### 10月
10月2日
- 06:00，40°12′N 31°24′W / 40.2°N 31.4°W：飓风洛伦佐在亚速尔群岛弗洛雷斯岛以北约90公里近海降至一级飓风强度[8][44]。
- 12:00，43°00′N 28°00′W / 43.0°N 28.0°W：飓风洛伦佐在亚速尔群岛格拉西奧薩島以北约440公里海域转变成后热带气旋，随后在爱尔兰岛西北部上空消散[8]。

10月11日
- 06:00，38°24′N 68°42′W / 38.4°N 68.7°W：麻薩諸塞州南塔克特东南偏南约330公里处的东北风暴转变成副热带风暴梅利莎[45]，同时达到持续风速每小时102公里、最低气压994毫巴（百帕，29.35英寸汞柱）的最高强度[46]。

10月12日
- 12:00，38°00′N 67°30′W / 38.0°N 67.5°W：副热带风暴梅利莎在南塔克特东南偏南约430公里位置转变成热带风暴[46]。

10月14日
- 12:00，40°48′N 52°54′W / 40.8°N 52.9°W：热带风暴梅利莎在开普雷斯以南约650公里海域转变成温带气旋并与附近的锋合并后消散[46]。
- 12:00，12°36′N 19°18′W / 12.6°N 19.3°W：佛得角东南约560公里洋面的东风波形成第十五号热带低气压，同时达到持续风速每小时56公里、最低气压1006毫巴（百帕，29.71英寸汞柱）的最高强度[47]。

10月16日
- 06:00，17°36′N 24°24′W / 17.6°N 24.4°W：第十五号热带低气压在佛得角向风群岛退化成大规模低气压区后消散[47]。

10月18日
- 18:00，26°18′N 89°30′W / 26.3°N 89.5°W：东风波在密西西比河河口以南约315公里的坎佩切湾形成热带风暴内斯特[48][49]。

10月19日
- 00:00，27°48′N 87°48′W / 27.8°N 87.8°W：热带风暴内斯特在密西西比河河口东南约220公里、佛罗里达州巴拿马城西南约340公里水域达到风力时速93公里、最低气压996毫巴（百帕，29.42英寸汞柱）最高强度[50]。

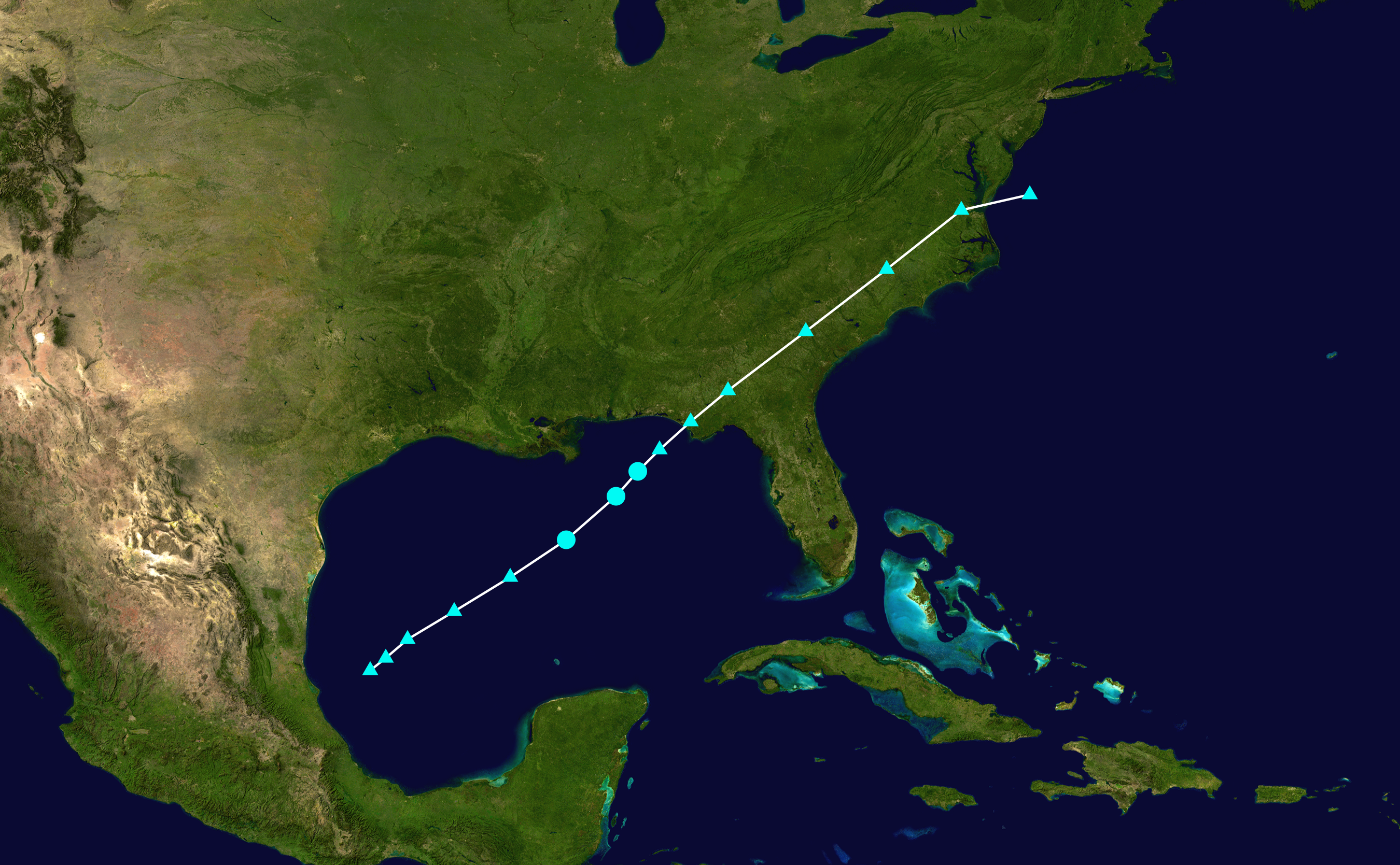
热带风暴内斯特移动路线

- 热带风暴内斯特移动路线15:00，29°18′N 86°18′W / 29.3°N 86.3°W：热带风暴内斯特在佛罗里达州阿巴拉契科拉西南偏西约135公里、巴拿马城西南偏南约105公里近海转变成后热带气旋[51]。
- 18:00，29°42′N 85°06′W / 29.7°N 85.1°W：后热带气旋内斯特从阿巴拉契科拉西南偏西仅十公里的圣文森特岛（St. Vincent Island）上岸[52]，后从弗吉尼亚州海岸重返大西洋后消退成开放低压槽[48]。

10月25日
- 00:00，35°54′N 35°06′W / 35.9°N 35.1°W：西亚速尔群岛西南偏西约650公里水域的温带低气压区形成副热带风暴[53]。
- 12:00，24°42′N 94°48′W / 24.7°N 94.8°W：东风波在路易斯安那州莱克查尔斯西南偏南约630公里的西墨西哥湾上空形成热带风暴奥尔加[54]。
- 18:00，25°54′N 93°36′W / 25.9°N 93.6°W：热带风暴奥尔加达到持续风速每小时74公里、最低气压998毫巴（百帕，29.42英寸汞柱）最高强度[54]。
- 18:00，35°54′N 32°42′W / 35.9°N 32.7°W：西亚速尔群岛西南偏西的副热带风暴转变成热带风暴巴勃罗[53]。

10月26日
- 00:00，27°00′N 92°30′W / 27.0°N 92.5°W：热带风暴奥尔加转变成后热带气旋[54]。
- 07:00，29°12′N 91°12′W / 29.2°N 91.2°W：后热带气旋奥尔加从路易斯安那州摩根城南面登陆[55]，随后在安大略省中部上空消散[54]。

10月27日

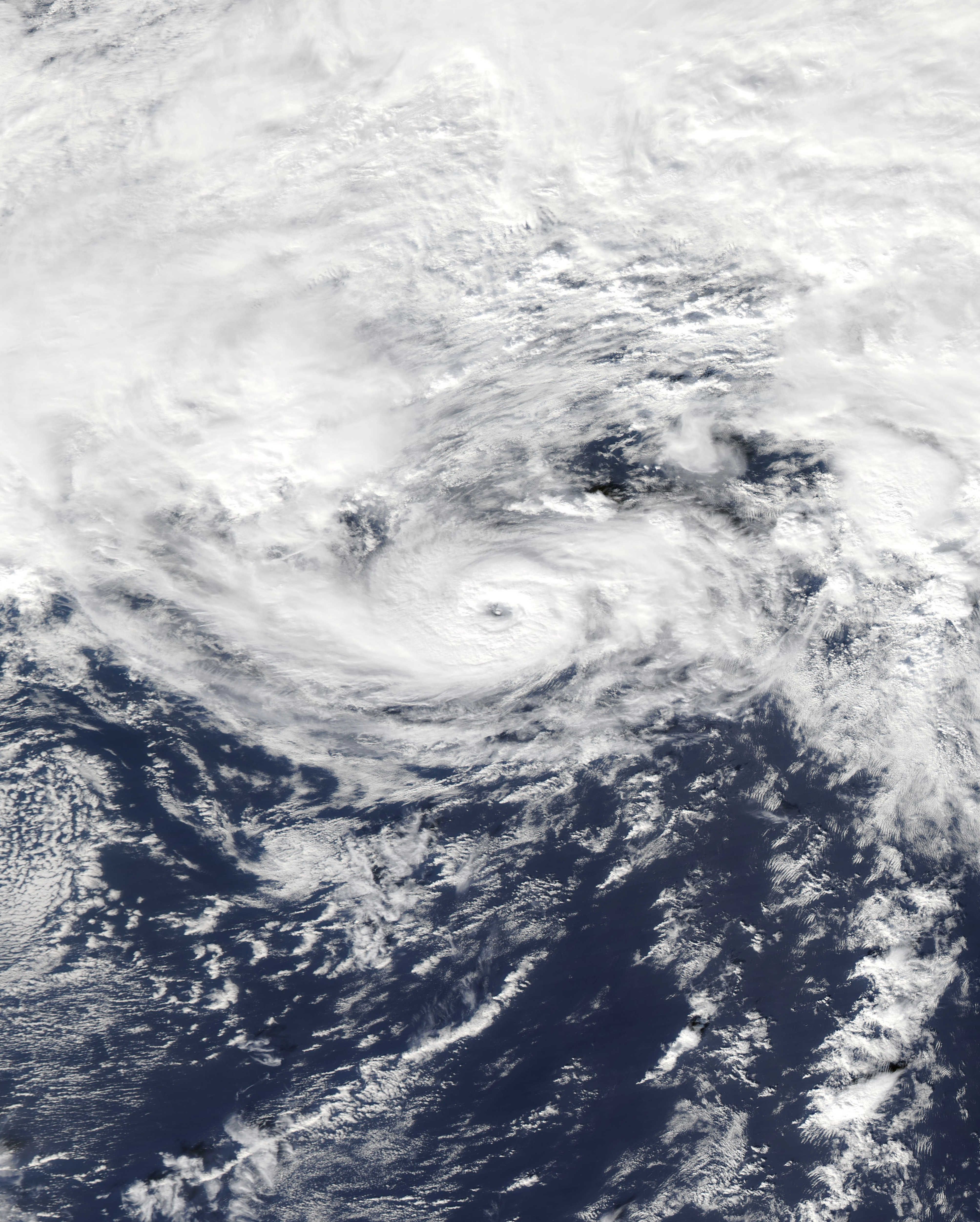
10月27日的飓风巴勃罗

- 12:00，41°54′N 18°48′W / 41.9°N 18.8°W：热带风暴巴勃罗经过亚速尔群岛东南近海后强化成一级飓风[54]。
- 18:00，44°06′N 17°18′W / 44.1°N 17.3°W：飓风巴勃罗在亚速尔群岛拉日什空軍基地东北约1050公里洋面达到风力时速130公里、最低气压977毫巴（百帕，28.85英寸汞柱）最高强度[54][56]

10月28日
- 00:00，45°30′N 17°00′W / 45.5°N 17.0°W：飓风巴勃罗降级热带风暴[54]。
- 12:00，46°30′N 17°54′W / 46.5°N 17.9°W：热带风暴巴勃罗在亚速尔群岛东侧的东北偏北约1160公里水域转变成温带气旋[53]。

10月30日
- 12:00，38°18′N 40°42′W / 38.3°N 40.7°W：亚速尔群岛西侧的弗洛雷斯島以西约1020公里位置的温带低气压区发展成副热带风暴丽贝卡，同时达到持续风速每小时83公里、最低气压982毫巴（百帕，29英寸汞柱）最高强度[57]。

### 11月
11月1日
- 06:00，40°36′N 30°12′W / 40.6°N 30.2°W：副热带风暴丽贝卡转变成温带气旋，随后在亚速尔群岛以北约190公里近海消散[57]。

11月19日
- 06:00，19°24′N 58°06′W / 19.4°N 58.1°W：背风群岛东北约435公里海域的大规模扰动天气形成热带风暴塞巴斯蒂安[58]。

11月23日
- 00:00，26°42′N 52°36′W / 26.7°N 52.6°W：热带风暴塞巴斯蒂安达到风力时速110公里、最低气压991毫巴（百帕，29.36英寸汞柱）最高强度[58]。

11月25日
- 00:00，40°00′N 30°54′W / 40.0°N 30.9°W：热带风暴塞巴斯蒂安在弗洛雷斯岛附近转变成温带气旋，后在大倫敦附近消散[58]。

11月30日
- 2019年大西洋飓风季正式结束[3]。